# خارج از مسیر
خارج از مسیر (به آلمانی: Holzwege) کتابی از مارتین هایدگر است و حاوی برخی از مهم‌ترین نوشته‌های بعدی هایدگر است که در آن به‌طور انتقادی به تاریخ متافیزیک می‌پردازد و مسیرهای جدید تفکر در مواجهه با هنر، شعر و فلسفه پیش‌سالاری را جستجو می‌کند. در این اثر، محققان متون آن را در چارچوب تفکر هایدگر و تاریخ فلسفه تفسیر می‌کنند. این کتاب در ابتدا در سال ۱۹۵۰ منتشر شد.
پس از هستی و زمان، خارج از مسیر مشهورترین کتاب مارتین هایدگر است. و همراه با «مقاله هنری» یکی از متون اصلی زیبایی‌شناسی قرن بیستم را در بر می‌گیرد.